# Vala Flosadóttir
Vala Flosadóttir (* 16. Februar 1978 in Reykjavík) ist eine ehemalige isländische Stabhochspringerin.
Vala Flosadóttir lebte bis zum Alter von neun Jahren in Reykjavík. Danach zog sie mit ihrer Familie nach Bíldudalur in den Westfjorden. Sie wurde in der Halle 1996 Europameisterin im Stabhochsprung, 1998 Dritte bei den Halleneuropameisterschaften und 1999 Zweite bei den Hallenweltmeisterschaften.
Bei den Olympischen Sommerspielen 2000 in Sydney gewann sie die Bronzemedaille im Stabhochsprung hinter Stacy Dragila (USA) und Tatiana Grigorieva (AUS).